# J-core
Il J-core è uno stile di techno hardcore emerso in Giappone alla fine degli anni 1990.

## Storia
Si pensa che il J-core fosse stato inventato da DJ Sharpnel nel 1998 e diffuso in Giappone nei primi anni duemila tramite le reti peer-to-peer. Il J-core iniziò anche a godere di una certa notorietà fra gli appassionati delle serie animate giapponesi in USA e in Europa, ove si sviluppò anche una cultura del remix ispirata allo stile. Il J-core contribuì anche alla nascita e proliferazione del cosiddetto "nightcore" dei primi anni 2010. Lo stile viene usato nelle colonne sonore di videogiochi di ballo come Beatmania IIDX e costituisce una parte sostanziale della scena musicale dōjin.

## Caratteristiche ed esponenti
Il J-core si caratterizza per l'uso di campionamenti derivati da videogiochi e anime, si ispira allo stile grafico kawaii così come a certi riferimenti delle culture denpa e otaku. Oltre al pioniere DJ Sharpnel, altri esponenti del J-core sono DJ Chucky, Iosys, M1dy, Redalice, T+pazolite, e Techn0rch.